# ジェフリー・スワン
ジェフリー・スワン（Jeffrey Swann、1951年11月24日 - ）は、アメリカのクラシック音楽のピアニスト。

## 略歴
ジュリアード音楽院で博士号を取得している。ヤング・アーチスト・オーディション、ディノ・チアーニ国際ピアノコンクール、ヴァン・クライバーン国際ピアノコンクール、エリザベート王妃国際音楽コンクール、ヴィアンナ・ダ・モッタ国際ピアノコンクール、モントリオール国際音楽コンクールで高い成績を出しながら、ショパン国際ピアノコンクールで予選落ちをしたことで聴衆が暴動を起こし、一躍時の人となる。1975年にカーネギー・ホールでデビューする。21世紀にはスカラ座でもデビューを果たし、ドナトーニの『フランソワーズ変奏曲』を全曲演奏した。以後、近現代のピアノ曲の演奏に力を入れる傍ら、フレデリック・ショパンのスペシャリストとして名高い。ショパン生誕100年記念プロジェクトにも招聘され、ショパンのピアノ協奏曲第1番をポーランドで演奏して絶賛を博した。
教育者としても種々の国際マスタークラスの常連であり、現在はScuola Normale Superiore di Pisaの一連のレクチャーコンサートシリーズで著名である。このほか、チャールズ・ウォーリネン、ダリウス・ミヨー、ピエール・ブーレーズなどの録音もあるが、事実上ピアニストとしてはレパートリーが広くオールラウンダーである。

## 芸風
ダイナミックレンジが広く、音色の幅が非常に深く鳴る。アメリカ合衆国のピアニストで60歳を過ぎてから新規にヨーロッパの主要なホールに招かれるなど、影響力を増している。ただ、CD録音は散発的である。

## 録音
ショパン、ドビュッシー、リスト、ブゾーニ、モシュコフスキ、ガーシュイン、ロッシーニなどロマン派音楽とその周辺を得意としている。マルコ・ディ・バリなどの現代音楽にも威力を発揮する点においては、マッシミリアーノ・ダメリーニやブルーノ・カニーノの活動が想起される。マルトゥッチのピアノ協奏曲を手掛けたこともある。